# Epizod Azolla

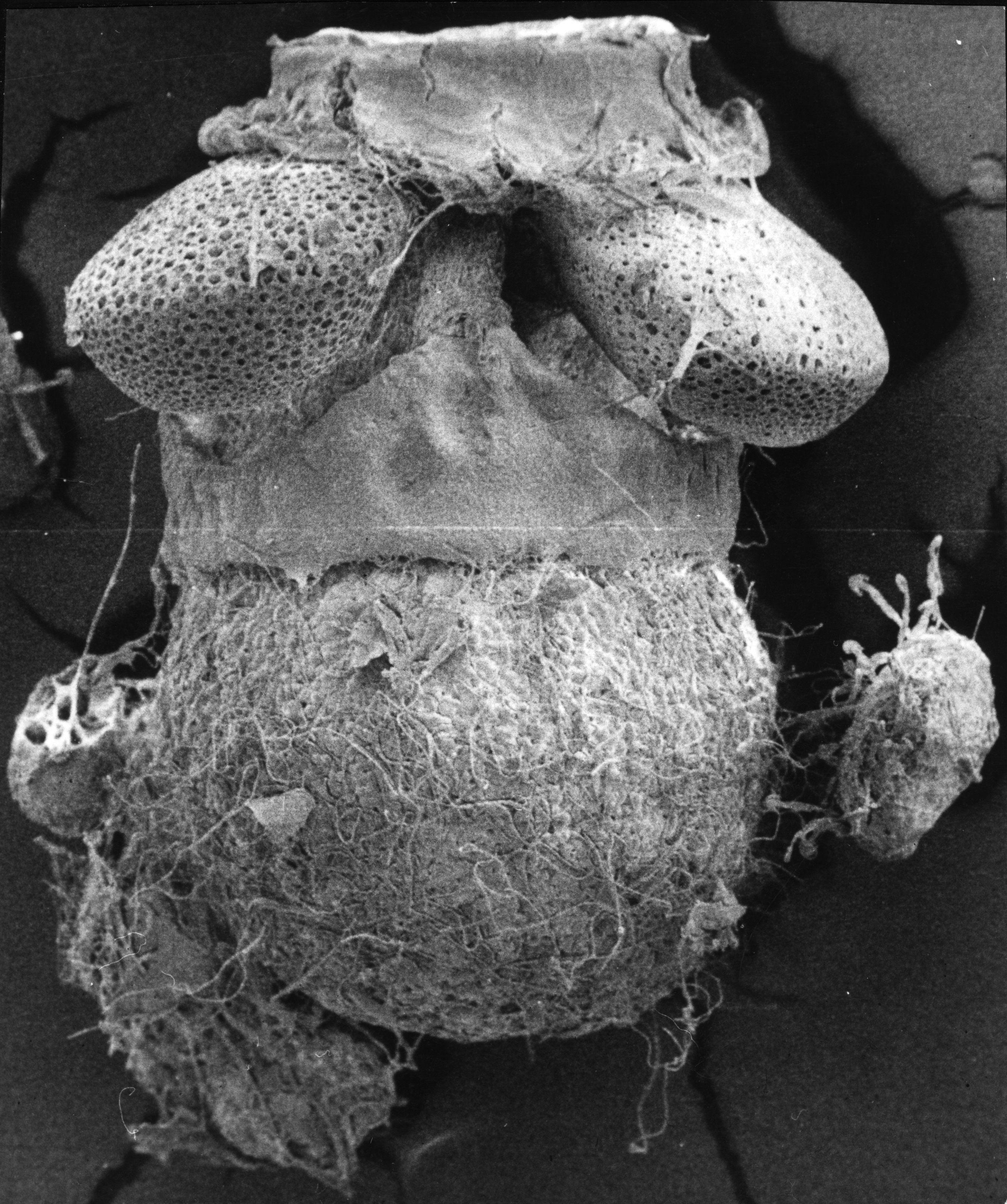
Spory słodkowodnej paproci znaleziono w osadach sprzed milionów lat pod dnem Oceanu Arktycznego

Epizod Azolla – wydarzenie kończące najcieplejszy okres eocenu, tzw. wczesnoeoceńskie optimum klimatyczne (EECO – Early Eocene Climatic Optimum). Miało ono miejsce 49 milionów lat temu i wiązane jest z gwałtownym spadkiem stężenia dwutlenku węgla w atmosferze ziemskiej. Panujące wówczas tropikalne warunki oraz izolacja Oceanu Arktycznego barierami lądowymi spowodowały zmiany właściwości fizyko-chemicznych wód tego akwenu i w konsekwencji masowy rozwój na jego powierzchni drobnych paproci z rodzaju azolla (Azolla). Rośliny te, opadając na dno, uwięziły ogromne ilości węgla. W ciągu około 800 tysięcy lat funkcjonowania tej formacji nastąpił gwałtowny, jak na historię zmian paleoklimatycznych, spadek udziału dwutlenku węgla sięgający 80% – z 3500 ppm do 650 ppm. Po tym wydarzeniu strefa tropikalna na Ziemi została ograniczona do okolic równikowych, temperatury spadały, na biegunach rozwinęły się czapy lodowe w efekcie powtarzających się zlodowaceń – klimat „przełączony” został z „cieplarnianego” na „zamrażarkowy”.

## Geneza i zakończenie epizodu

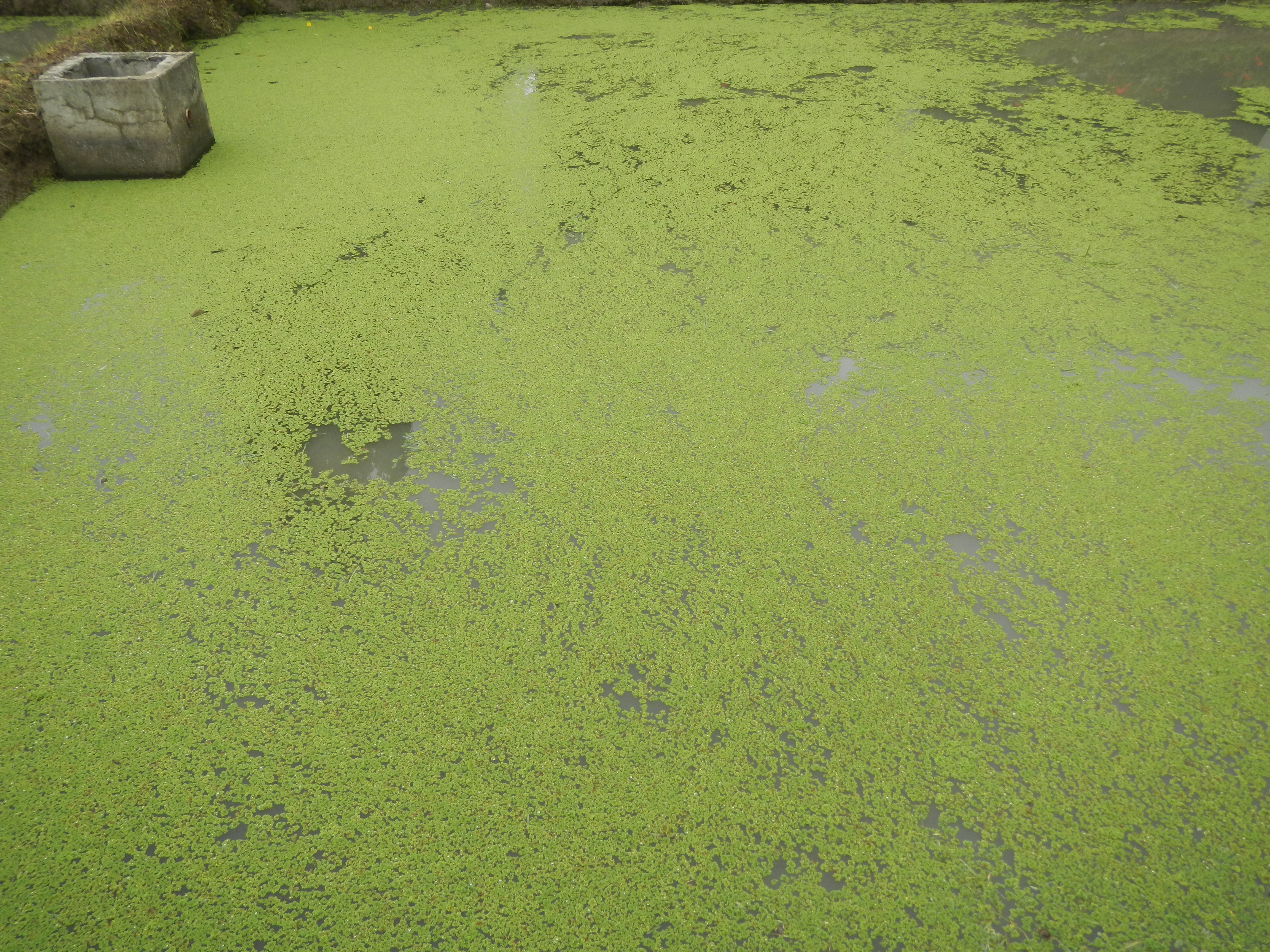
Kożuch azolli na powierzchni zbiornika

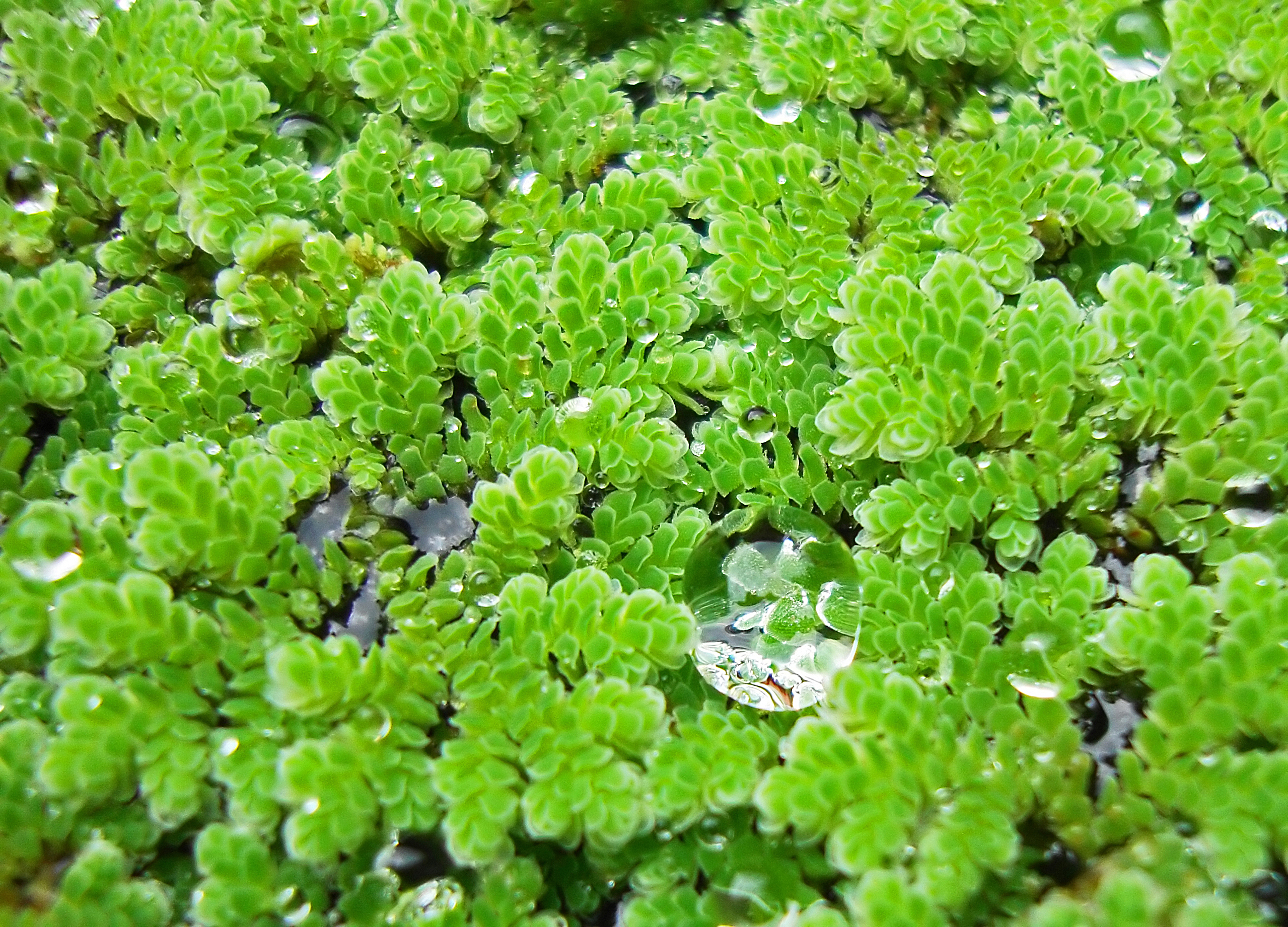
Azolla karolińska

We wczesnym eocenie (w najstarszym jego wieku – iprezie) przez około 8 milionów lat panował na Ziemi stabilny klimat ze średnią temperaturą 25 °C i z niewielkim zróżnicowaniem stref klimatycznych. Formacje odpowiadające współczesnym lasom równikowym występowały do 45°N (współcześnie na tej szerokości znajdują się Francja, Chorwacja i Krym). Palmy rosły na Alasce, Grenlandii i w północnej Europie. W strefie okołobiegunowej panowały lasy klimatu umiarkowanie ciepłego z cypryśnikiem i sekwoją. W Arktyce średnie temperatury wynosiły 12–15 °C, przy czym latem były znacznie wyższe, a światło słoneczne oświetlało ocean przez 24 godziny na dobę (położony był okołobiegunowo, podobnie jak współcześnie). Zimą panowała jednak długa noc polarna.
Zmiany klimatyczne zapoczątkowało odcięcie barierami lądowymi Oceanu Arktycznego spowodowane wędrówką kontynentów. Około 49 milionów lat temu zamknęła się cieśnina Turgajska łącząca Ocean Arktyczny z Oceanem Tetydy w miejscu współczesnej zachodniej Syberii. Wysokie temperatury skutkowały znacznym parowaniem przyczyniającym się z kolei do intensywnych opadów w zlewni izolowanego oceanu, co razem powodowało wzrost zasolenia i gęstości wód tego akwenu. W efekcie wody oceanu uległy wyraźnej stratyfikacji – powstały wyraźnie odrębne, niemieszające się warstwy z beztlenową przy dnie warstwą słonych i gęstych wód oceanicznych oraz warstwą znacznie lżejszych wód słodkich w strefie przypowierzchniowej. Rozległy akwen ciepłych, w strefie przypowierzchniowej słodkich wód został skolonizowany przez bujnie rozwijającą się azollę, korzystającą z dużej zawartości fosforu spłukiwanego z lądów i wiążącą azot atmosferyczny za pomocą symbiotycznych sinic z rodzaju Anabaena. Duża koncentracja dwutlenku węgla w atmosferze w tym czasie sprzyjała także wzrostowi roślin. Rośliny prawdopodobnie namnażały się corocznie początkowo w strefie przybrzeżnej lub w odcinkach ujściowych rzek i stamtąd wynoszone były na otwarty ocean, przykrywając go matą w ciągu dnia polarnego.
Azolla (Azolla) to rodzaj drobnych (do 5 cm), wodnych (pleustonowych) paproci, który współcześnie reprezentowany jest przez 7 gatunków. W przeszłości rodzaj ten był znacznie bardziej zróżnicowany i np. z poprzedzającej opisywane wydarzenie kredy znanych jest co najmniej 30 gatunków. Rośliny te dzięki bardzo szybkiemu wzrostowi i łatwemu rozmnażaniu wegetatywnemu potrafią w odpowiednich warunkach w ciągu trzech dni podwoić swoją masę. Jeden hektar tych roślin rocznie wiąże 15 ton węgla (1,5 kg/m²/rok).
Zakończenie epizodu zbiegło się w czasie ze wzrostem średniej temperatury wód powierzchniowych Oceanu Arktycznego z 10 do 13 °C oraz zwiększeniem zasolenia. Wiązane jest to z otwarciem się połączenia tego oceanu z oceanami przyległymi (w każdym razie z powstaniem przesmyku między Grenlandią a Skandynawią) i wlaniem się cieplejszych wód oceanicznych z południa. Zakończyło to okres słodkowodny Oceanu Arktycznego i spowodowało wypłukanie części osadów organicznych. W efekcie zarodniki Azolla znajdowane są w osadach pochodzących z tego czasu także w Morzu Północnym. Nie wyklucza się także, że koniec epizodu spowodowany został ograniczeniem dopływu fosforu ze zerodowanych terenów lądowych w zlewni Oceanu Arktycznego.

## Skutki wydarzenia
Masowo rozwijające się przez 800 tysięcy lat kożuchy paproci pokrywające w tym czasie słodkie wody powierzchniowe Oceanu Arktycznego i opadające na jego dno związały ogromne ilości węgla. Gromadzące się na dnie osady organiczne nie ulegały rozkładowi z powodu warunków beztlenowych i znikomej aktywności bakterii na dużych głębokościach. Udział węgla organicznego w niektórych osadach z tego okresu wynosi ponad 6%, podczas gdy w pozostałych częściach profilu nie przekracza 0,4%. Grubość osadów organicznych powstałych dzięki azolli oraz towarzyszącym organizmom słodkowodnym przekracza 8 m. Materiał organiczny w obrębie tej warstwy porozdzielany jest warstewkami mikroskamieniałości krzemionkowych, typowymi dla planktonu morskiego. Związanie tak ogromnych ilości węgla spowodowało 80% spadek zawartości dwutlenku węgla w atmosferze, co dało początek długotrwałemu trendowi ochłodzenia. Temperatura Oceanu Arktycznego obniżyła się do −2 °C współcześnie. 45 mln lat BP w okresach zimowych zaczął pojawiać się dryfujący lód morski. Pierwsze zlodowacenia zaczęły się ok. 34 mln lat BP.
Zmiany klimatyczne spowodowały w konsekwencji znaczne zmiany w środowisku przyrodniczym Ziemi. Zniknęły lub znikać zaczęły duże grupy ssaków zwanych „archaicznymi”: prymitywne naczelne: Plesiadapiforma, mięsożerne: Miacoidea, Condylarthra, Mesonychia i Arctocyonidae, większość wieloguzkowców, okazali roślinożercy: Uintatheriidae, Tillodontia, Taeniodonta i Pantodonta.

## Odkrycie

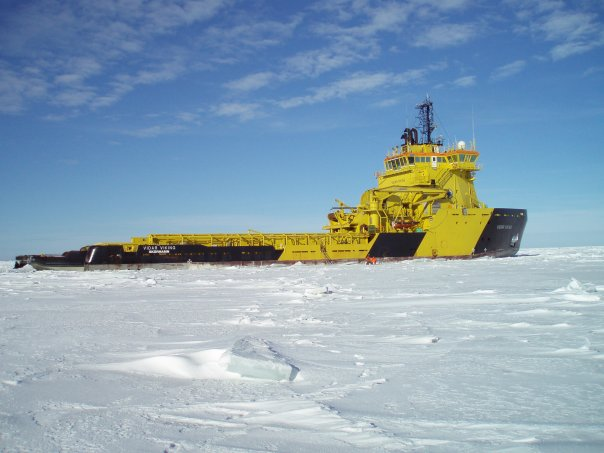
„Vidar Viking”, z którego wykonano wiercenia w dnie Oceanu Arktycznego

Epizod odkryty został w 2004 w wyniku pierwszego wiercenia badawczego wykonanego w dnie Oceanu Arktycznego w Grzbiecie Łomonosowa. Międzynarodowa misja badawcza oznaczona jako Leg 302 lub Arctic Coring Expedition (ACEX) zrealizowana została w ramach Integrated Ocean Drilling Project (IODP). Wykonanie wiercenia w sierpniu i wrześniu 2004 umożliwiła redukcja pokrywy lodowej w Arktyce. Wiercenie realizowane było przez statek badawczy „Vidar Viking” (lodołamacz i statek AHTS, odpowiednio przebudowany do funkcji statku wiertniczego), osłaniany przez dwa lodołamacze (szwedzki i rosyjski). Na wydobytym z głębokości ponad 1200 m rdzeniu o długości ponad 300 m odkryto wyraźne warstewki dobrze zachowanych szczątków i spor azolli. Pierwsze, wstępne doniesienia o odkryciu ukazały się 30 listopada 2004 w „The New York Times”, następnie w 2005 w „National Geographic” i w końcu w 2006 w „Nature”.